# ساموئل اتفینفسکی
ساموئل اتفینفسکی ((به لهستانی: Samuel Otwinowski)؛ متولد ۱۵۷۵ - درگذشته پس از ۱۶۵۰) شرق‌شناس، مترجم و دیپلمات لهستانی بود که به عنوان عضو جامعه برادران لهستانی شناخته می‌شد. او در سال ۱۶۲۰ به عنوان نماینده دیپلماتیک مشترک‌المنافع لهستان در امپراتوری عثمانی فعالیت داشت. او نخستین ترجمهٔ گلستان سعدی به یک زبان اروپایی را نوشت.

## زندگی‌نامه
ساموئل اتفینفسکی، برادر والریان اوتوینوفسکی، به عنوان نخستین ایران‌شناس لهستانی شهرت دارد. او به مدت ۱۰ سال در ترکیه اقامت داشت و به عنوان مترجم در خدمت هتمان استانیسواف ژولکیفسکی (۱۶۱۲) و دفتر سلطنتی لهستان فعالیت می‌کرد. از سال ۱۶۴۰ در دربار خانواده لوبومیرسکی در ویشنیچ حضور داشت.

## آثار

### ترجمه‌ها
1. گلستان سعدی: اتغینفسکی ترجمه‌ای به نثر از کتاب گلستان سعدی با عنوان «کتاب فارسی گلستان، باغ گل‌ها» (به لهستانی: Ogród Różany) بین سال‌های ۱۶۱۰ تا ۱۶۲۵ انجام داد. این ترجمه نخستین ترجمه اروپایی این اثر بود، اما تا سال ۱۸۷۹ به چاپ نرسید. به نظر می‌رسد او این ترجمه را بر اساس یک نسخهٔ ترکی انجام داده است.
2. تاریخ ترک: او بر اساس آثار «عین‌علی» کتابی با عنوان «تاریخ ترک» در سال ۱۶۲۹ تألیف کرد که بعدها با بخش‌هایی از «خاطرات ینی‌چری» در سال ۱۶۳۳ تکمیل شد. این اثر در سال ۱۹۱۲ به زبان لهستانی منتشر شد.